# Tarachia fragrans
Tarachia fragrans là một loài thực vật có mạch trong họ Aspleniaceae. Loài này được (Sw.) C. Presl miêu tả khoa học đầu tiên năm 1851.